# (8398) Rubbia
(8398) Rubbia (1993 XY) est un astéroïde de la ceinture principale. Il a été découvert le 12 décembre 1993 à l’Observatoire astronomique de Farra d'Isonzo. Il a été nommé en hommage à Carlo Rubbia, physicien italien, prix Nobel de physique en 1984.